# Seututie 479
Pour les articles homonymes, voir Route 479.
La route régionale 479 (finnois : Seututie 479) est une route régionale allant de Punkasalmi à Savonlinna jusqu'à Purujärvi à  Kitee en Finlande,,.

## Présentation
La seututie 479 est une route régionale de Carélie du Nord et de Savonie du Sud.

## Parcours
- Punkasalmi, Punkaharju
- Suursalmi
- Salkolahti
- Hiukkajoki
- Ristikivi
- Purujärvi, Kitee